# .ac
.ac는 어센션섬의 국가 코드 최상위 도메인이다. 영국에 있는 인터넷 컴퓨터국의 자회사인 NIC.AC가 관리하고 있다. .ac 도메인의 등록은 어느 누구든 자유롭게 할 수 있도록 개방되어 있다. 또 국제화 도메인 네임 등록도 받고 있다.
.ac는 독일 아헨 시의 도메인 중개업자들이 주로 거래하는데, 이는 아헨 시의 자동차 차량번호판 등록부호인 'AC'와 닮은 도메인인 점을 공략한 것이기 때문이다.

## '아카데믹'
.ac 도메인은 학술적 용도로 사용되는 사이트에 붙이는 2차 도메인인 '.ac'와 같은 알파벳이기 때문에, 일부 교육기관 웹사이트에서는 최상위 국가 도메인을 이 '.ac'로 대체하여 주소를 짓기도 한다. 대표적인 예로는 다음과 같다.
- 이라크의 쿠르디스탄 휴러 대학교[2]
- 미국 조지아주 사바나의 럴스턴 대학교[3]
- 영국 스코틀랜드 에딘버러의 페이스 미션 성경학교[4]
- 태국 방콕의 마히돌 옥스퍼드 열대의학 연구소[5]
- 영국 런던 정치경제대학교의 INFORM[6]

또 영국의 여러 대학교에서 최상위 도메인을 .ac로 설정한 주소도 등록해둔 뒤, .ac.uk로 되어 있는 원래 웹사이트 주소로 리다이렉트시키는 경우가 많다. 그 예로는 다음과 같다.
- 옥스퍼드 대학교[7] - http://www.oxford.ac
- 맨체스터 대학교[8] - http://www.manchester.ac
- 리즈 대학교[9] - https://web.archive.org/web/20190504025001/http://leeds.ac/ (견본주소인 https://web.archive.org/web/20180329192803/http://leeds.edu/%EB%A5%BC 거쳐 옴)
- 런던 예술대학교[10]
- 배스 대학교[11] - http://www.bath.ac 보관됨 2021-04-18 - 웨이백 머신
- 헐 대학교 - https://web.archive.org/web/20160110065441/http://hull.ac/

## 그밖의 쓰임새
- 2013년 12월 10일, 토렌트 공유 사이트 파이러트베이는 최상위 도메인을 .ac로 전환하였다.[12]

## 같이 보기
- .uk
- .sh